# Seymour Stein
Seymour Stein (ur. 18 kwietnia 1942 w Nowym Jorku, zm. 2 kwietnia 2023 w Los Angeles) – amerykański przedsiębiorca oraz producent muzyczny, współwłaściciel wytwórni Sire Records.

## Życiorys
Urodził się w Nowym Jorku na Brooklynie jako Seymour Steinbigle. Jako uczeń szkoły średniej latem 1957 i 1958 odbywał staż w King Records w Cincinnati w stanie Ohio. W 1958 roku objął stanowisko urzędnika w magazynie branży muzycznej Billboard, a od 1961 roku przez dwa lata pracował dla King Records.
Wraz z producentem płytowym Richardem Gottehrerem założył Sire Productions w 1966 roku, z których każdy zainwestował w nową firmę po dziesięć tysięcy dolarów, co doprowadziło do powstania Sire Records.
Wytwórnia początkowo koncentrowała się na licencjonowaniu wydań w Wielkiej Brytanii z niewielkim sukcesem. Gottehrer opuścił wytwórnię w 1974 roku, aby skoncentrować się na produkcji, Stein następnie skupił się na wyszukiwaniu nowych artystów w nowojorskich klubach i za rekomendacją swojej żony zorganizował występ Ramones, podpisując z nimi kontrakt w 1975 roku. Wkrótce potem podpisano inne kontrakty, w tym z: Talking Heads, Richard Hell and the Voidoids, The Pretenders w 1980 roku oraz zagraniczne zespoły punkowe The Rezillos i The Saints. Stein podpisał kontrakt z Madonną ze swojego szpitalnego łóżka po usłyszeniu jej utworu „Everybody” w 1982 roku.
Inne znane grupy i wokaliści, którzy podpisali kontrakty płytowe to: The Replacements, Depeche Mode, The Smiths, The Cure, Ice-T, Ministry, The Undertones oraz Echo & the Bunnymen. W 1966 roku Stein miał okazję podpisać kontrakt z Jimim Hendriksem, chwaląc go za jego oryginalny materiał, ale ostatecznie zdecydował się tego nie robić po tym, jak był świadkiem, jak Hendrix raz rozbił swoją gitarę i kłócił się ze swoją przyjaciółką Lindą Keith.
W 2005 roku został wprowadzony do Rock and Roll Hall of Fame.

## Życie prywatne
Był żonaty z promotorką muzyki i dyrektorką ds. nieruchomości Lindą Stein (1945–2007), para miała dwie córki. Rozwiedli się, na polubownych warunkach, pod koniec lat siedemdziesiątych. Nigdy nie ożenił się ponownie. Ujawnił, że jest gejem w 2017 roku. Młodsza córka Mandy Stein jest filmowcem, natomiast starsza córka  Samantha, zmarła w wyniku raka mózgu w 2013 roku, w wieku 40 lat. Stein opublikował swoją autobiografię Siren Song: My Life in Music w 2018 roku.
Zmarł na raka w swoim domu w Los Angeles 2 kwietnia 2023 roku w wieku 80 lat.